# No Blue Thing
No Blue Thing (deutsch etwa Keine blaue Sache) ist das vierte Studioalbum des US-amerikanischen Komponisten Ray Lynch. Es wurde am 15. August 1989 veröffentlicht und wie schon das Vorgängeralbum von Music West Records weltweit vertrieben. Obwohl die hohen Verkaufszahlen von Deep Breakfast nicht wieder erreicht werden konnten, war das Album auf Chartebene erfolgreicher.
Am 9. September 1989 erreichte es Platz 1 in den Billboard-Charts für das beste New-Age-Album und wurde als bestes Instrumentalalbum des Jahres ausgezeichnet.

## Titelliste
- Geschrieben und arrangiert von Ray Lynch:

1. No Blue Thing – 5:37
2. Clouds Below Your Knees – 4:53
3. Here and Never Found – 4:46
4. Drifted in a Deeper Land – 7:27
5. Homeward at Last – 3:38
6. Evenings, Yes – 4:52
7. The True Spirit of Mom & Dad – 8:03

| Professionelle Bewertung | Professionelle Bewertung |
| ------------------------ | ------------------------ |
| Quelle                   | Bewertung                |
| Allmusic                 | [ 1 ]                    |

## Besetzung
- Ray Lynch: Yamaha DX7, Keyboard und Gitarre
- Tom Canning: Keyboard (nur Clouds Below Your Knees)
- Timothy Day: Flöte
- Basil Vendryes und Geraldine Walther: Bratsche
- David Kadarauch und Peter Wyrick: Cello
- Amy Hiraga: Geige
- Julie Ann Giacobassi: Oboe und Englischhorn

## Produktion
- produziert von Ray Lynch
- Mischung von Ray Lynch und Daniel Ryman
- Mastering von Bernie Grundman